# Лайм-Вілледж (Аляска)
Лайм-Вілледж (англ. Lime Village) — переписна місцевість (CDP) в США, в окрузі Бетел штату Аляска. Населення — 13 осіб (2020).

## Географія
Лайм-Вілледж розташований за координатами 61°20′53″ пн. ш. 155°22′28″ зх. д. / 61.34806° пн. ш. 155.37444° зх. д. (61.348183, -155.374403).  За даними Бюро перепису населення США в 2010 році переписна місцевість мала площу 203,78 км², з яких 198,11 км² — суходіл та 5,67 км² — водойми.

## Демографія
Згідно з переписом 2010 року, у переписній місцевості мешкало 29 осіб у 11 домогосподарстві у складі 7 родин. Густота населення становила 0 осіб/км².  Було 27 помешкань (0/км²).
Расовий склад населення:
| - 93,1 % — корінних американців - 3,4 % — білих |

До двох чи більше рас належало 3,4 %. Частка іспаномовних становила 0,0 % від усіх жителів.
За віковим діапазоном населення розподілялося таким чином: 17,2 % — особи молодші 18 років, 79,4 % — особи у віці 18—64 років, 3,4 % — особи у віці 65 років та старші. Медіана віку мешканця становила 38,5 року. На 100 осіб жіночої статі у переписній місцевості припадало 81,2 чоловіків;  на 100 жінок у віці від 18 років та старших — 100,0 чоловіків також старших 18 років.
Цивільне працевлаштоване населення становило 0 осіб. 